# Associació de Bancs Andorrans
L'Associació de Bancs Andorrans (Andorran Banking) és la patronal de la banca andorrana. Andorran Banking és l'encarregada de representar els interessos de les entitats bancàries del Principat i vetlla pel prestigi, desenvolupament, competitivitat i les bones pràctiques del sector bancari a Andorra i en l'àmbit internacional.
Andorran Banking és membre associat de la Cambra de Comerç, Indústria i Serveis (CCIS), la Confederació Empresarial d'Andorra (CEA) i la Federació Bancària Europea (EBF).
Les tres entitats bancàries amb seu a Andorra en són membres:
- Andorra Banc Agrícol Reig (Andbank)
- Crèdit Andorrà
- Mora Banc Grup